# Квечанский язык
Квечанский язык (Kechan, Kwtsaan, Quechan, Quecl, Yuma) - индейский язык, на котором говорит народ квечаны, который проживает в резервации Форт-Юма юго-восточного края штата Калифорния, в речной долине Нижняя Колорадо и пустыне Сонора штата Аризона в США. Схож с языками марикопа и мохаве. Также нет систематической попытки преподавать язык в школах. Только пожилые и среднего возраста люди владеют языком свободно, но есть ряд молодых наполовину говорящих на языке людей. В настоящее время почти весь народ говорит на английском языке.